# Serie C1 1997/1998
Soutěžní ročník Serie C1 1997/98 byl 20. ročník třetí nejvyšší italské fotbalové ligy. Soutěž začala 31. srpna 1997 a skončila 15. června 1998. Účastnilo se jí celkem 36 týmů rozdělené do dvou skupin po 18 klubech. Z každé skupiny postoupil vítěz přímo do druhé ligy, druhý postupující se probojoval přes play off.

## Skupina A
| Poř. | Tým                            | Z  | V  | R  | P  | VG | OG | B  |
| ---- | ------------------------------ | -- | -- | -- | -- | -- | -- | -- |
| 1.   | AC Cesena                      | 34 | 18 | 17 | 3  | 49 | 22 | 67 |
| 2.   | US Cremonese                   | 34 | 16 | 11 | 7  | 41 | 31 | 59 |
| 3.   | AS Livorno Calcio 1            | 34 | 19 | 5  | 10 | 48 | 34 | 58 |
| 4.   | Alzano 1909 Virescit FC        | 34 | 15 | 13 | 6  | 45 | 29 | 58 |
| 5.   | AC Lumezzane                   | 34 | 15 | 10 | 9  | 43 | 31 | 55 |
| 6.   | Modena FC                      | 34 | 14 | 7  | 13 | 40 | 37 | 49 |
| 7.   | Lecco Calcio                   | 34 | 10 | 13 | 11 | 31 | 35 | 43 |
| 8.   | AC Siena                       | 34 | 9  | 14 | 11 | 34 | 41 | 41 |
| 9.   | US Brescello                   | 34 | 9  | 12 | 13 | 42 | 43 | 39 |
| 10.  | Como Calcio                    | 34 | 9  | 12 | 13 | 30 | 38 | 39 |
| 11.  | AC Carpi                       | 34 | 9  | 12 | 13 | 29 | 43 | 39 |
| 12.  | Saronno FBC                    | 34 | 6  | 20 | 8  | 29 | 28 | 38 |
| 13.  | Montevarchi Calcio Aquila 1902 | 34 | 8  | 14 | 12 | 29 | 34 | 38 |
| 14.  | AC Pistoiese                   | 34 | 8  | 13 | 13 | 21 | 27 | 37 |
| 15.  | AC Prato                       | 34 | 8  | 12 | 14 | 24 | 38 | 36 |
| 16.  | Carrarese Calcio 1908          | 34 | 8  | 12 | 14 | 27 | 39 | 36 |
| 17.  | US Alessandria Calcio          | 34 | 6  | 18 | 10 | 29 | 35 | 36 |
| 18.  | US Fiorenzuola 1922 SS         | 34 | 7  | 13 | 14 | 29 | 35 | 34 |

Poznámky
- Z = Odehrané zápasy; V = Vítězství; R = Remízy; P = Prohry; VG = Vstřelené góly; OG = Obdržené góly; B = Body
- za výhru 3 body, za remízu 1 bod, za prohru 0 bodů.
- 1  AS Livorno Calcio byly odečteny 4 body za nesrovnalosti.

|  | Přímý postup do Serie B 1998/99  |
|  | Play off                         |
|  | Play out                         |
|  | Přímý sestup do Serie C2 1998/99 |

### Play off
Boj o postupující místo do Serie B.

#### Semifinále
AC Lumezzane – US Cremonese 1:2, 1:0

Alzano 1909 Virescit FC – AS Livorno Calcio 0:0, 2:3

#### Finále
US Cremonese – AS Livorno Calcio 1:0 v prodl.
Postup do Serie B 1998/99 vyhrál tým US Cremonese.

### Play out
Boj o udržení v Serie C1.
Carrarese Calcio 1908 – AC Prato 2:0, 1:0

US Alessandria Calcio – AC Pistoiese 1:1, 1:2
Sestup do Serie C2 1998/99 měli kluby AC Prato a US Alessandria Calcio.

## Skupina B
| Poř. | Tým                  | Z  | V  | R  | P  | VG | OG | B  |
| ---- | -------------------- | -- | -- | -- | -- | -- | -- | -- |
| 1.   | Cosenza Calcio       | 34 | 19 | 11 | 4  | 45 | 21 | 68 |
| 2.   | Ternana Calcio       | 34 | 16 | 17 | 1  | 39 | 16 | 65 |
| 3.   | SS Gualdo            | 34 | 15 | 9  | 10 | 29 | 24 | 54 |
| 4.   | US Nocerina          | 34 | 12 | 15 | 7  | 34 | 27 | 51 |
| 5.   | SS Atletico Catania  | 34 | 12 | 12 | 10 | 32 | 26 | 48 |
| 6.   | AC Juve Stabia       | 34 | 9  | 20 | 5  | 28 | 24 | 47 |
| 7.   | US Avellino          | 34 | 12 | 10 | 12 | 37 | 38 | 46 |
| 8.   | AS Acireale          | 34 | 10 | 15 | 9  | 21 | 18 | 45 |
| 9.   | AC Savoia 1908       | 34 | 10 | 14 | 10 | 27 | 27 | 44 |
| 10.  | Ascoli Calcio 1898   | 34 | 8  | 17 | 9  | 32 | 28 | 41 |
| 11.  | Giulianova Calcio    | 34 | 11 | 8  | 15 | 40 | 38 | 41 |
| 12.  | AS Ischia Isolaverde | 34 | 9  | 14 | 11 | 27 | 32 | 41 |
| 13.  | Fermana Calcio       | 34 | 11 | 8  | 15 | 35 | 47 | 41 |
| 14.  | US Città di Palermo  | 34 | 8  | 13 | 13 | 32 | 37 | 37 |
| 15.  | AS Lodigiani         | 34 | 8  | 12 | 14 | 25 | 35 | 36 |
| 16.  | FC Turris 1944       | 34 | 7  | 12 | 15 | 22 | 32 | 33 |
| 17.  | US Battipagliese     | 34 | 5  | 18 | 11 | 25 | 37 | 33 |
| 18.  | Casarano Calcio      | 34 | 7  | 9  | 18 | 27 | 50 | 30 |

Poznámky
- Z = Odehrané zápasy; V = Vítězství; R = Remízy; P = Prohry; VG = Vstřelené góly; OG = Obdržené góly; B = Body
- za výhru 3 body, za remízu 1 bod, za prohru 0 bodů.

|  | Přímý postup do Serie B 1998/99  |
|  | Play off                         |
|  | Play out                         |
|  | Přímý sestup do Serie C2 1998/99 |

### Play off
Boj o postupující místo do Serie B.

#### Semifinále
SS Atletico Catania – Ternana Calcio 0:0, 0:1

US Nocerina – SS Gualdo 2:0, 2:3

#### Finále
Ternana Calcio – US Nocerina 1:0 v prodl.
Postup do Serie B 1998/99 vyhrál tým Ternana Calcio.

### Play out
Boj o udržení v Serie C1.
US Battipagliese – US Città di Palermo 1:0, 0:0

FC Turris 1944 – AS Lodigiani 1:2, 0:1
Sestup do Serie C2 1998/99 měli kluby US Città di Palermo a FC Turris 1944. Klub US Città di Palermo nakonec zůstal i pro příští sezonu v soutěži.